# 2. Deutsche Volleyball-Bundesliga 2025/26 (Männer)
Die Saison 2025/26 der 2. Volleyball-Bundesliga der Männer ist die zweiundfünfzigste Ausgabe dieses Wettbewerbs. Die Hauptrunde beginnt am 13. September 2025 und endet am 21. März 2026. Anschließend treten erstmals die besten Mannschaften aus Nord und Süd in Hin- und Rückspiel gegeneinander an, dessen Sieger Gesamtmeister der 2. Bundesliga der Männer ist.

## 2. Bundesliga Nord

### Mannschaften
In dieser Saison spielen folgende zwölf Mannschaften in der 2. Bundesliga Nord der Männer:
- America Unlimited Volleys Aligse
- TuB Bocholt
- VV Humann Essen
- TSV Giesen Grizzlys II
- Kieler TV
- MLK Volleys Köln
- SV Lindow-Gransee
- Moerser SC
- TuS Mondorf
- Volleys Münster
- PSV Neustrelitz
- FC Schüttorf 09

Vorjahres-Meister der Saison 2023/24 wurde der SV Warnemünde, der in die 1. Bundesliga aufstieg. Absteigen mussten die Dessau Volleys und der ETV Hamburg. Aufsteiger aus der Dritten Liga sind der SV Lindow-Gransee, die MLK Volleys Köln und der Moerser SC.

### Tabelle
Seit der Saison 2013/14 gilt für den Spielbetrieb des DVV eine neue Punkteregel: Für einen 3:0- oder einen 3:1-Sieg gibt es drei Punkte, für einen 3:2-Sieg zwei Punkte, für eine 2:3-Niederlage einen Punkt und für eine 1:3- oder 0:3-Niederlage keinen Punkt. Bei Punktgleichheit entscheidet zunächst die Anzahl der gewonnenen Spiele, dann der Satzquotient (Divisionsverfahren) und schließlich der Ballpunktquotient (Divisionsverfahren).
|                     | Verein                           | Spiele | Punkte | Siege | Sätze | Bälle |
| ------------------- | -------------------------------- | ------ | ------ | ----- | ----- | ----- |
| 1.                  | TSV Giesen Grizzlys II           |        |        |       |       |       |
| 2.                  | FC Schüttorf 09                  |        |        |       |       |       |
| 3.                  | TuS Mondorf                      |        |        |       |       |       |
| 4.                  | TuB Bocholt                      |        |        |       |       |       |
| 5.                  | America Unlimited Volleys Aligse |        |        |       |       |       |
| 6.                  | PSV Neustrelitz                  |        |        |       |       |       |
| 7.                  | Kieler TV                        |        |        |       |       |       |
| 8.                  | Volleys Münster                  |        |        |       |       |       |
| 9.                  | VV Humann Essen                  |        |        |       |       |       |
| 10.                 | MLK Volleys Köln (N)             |        |        |       |       |       |
| 11.                 | SV Lindow-Gransee (N)            |        |        |       |       |       |
| 12.                 | Moerser SC (N)                   |        |        |       |       |       |
| Stand: 18. Mai 2025 |                                  |        |        |       |       |       |

|     | Meister und Aufsteiger in die erste Bundesliga |
|     | Absteiger in die Dritte Liga                   |
| (N) | Aufsteiger                                     |

## 2. Bundesliga Süd

### Mannschaften
In dieser Saison spielen folgende dreizehn Mannschaften in der 2. Bundesliga Süd der Männer:
- VC Dresden
- Ceratonia Volleys Eltmann
- VC Juniors Frankfurt
- VYS Friedrichshafen
- Blue Volleys Gotha
- Volleyball Grafing
- Baden Volleys SSC Karlsruhe II
- TuS Kriftel
- L.E. Volleys
- TSV Mimmenhausen
- TSV Mühldorf
- TV Rottenburg
- SV Schwaig

Vorjahres-Meister der Saison 2023/24 wurden die Blue Volleys Gotha, die auf den Aufstieg in die 1. Bundesliga verzichteten. Dafür stiegen die Drittplatzierten Barock Volleys MTV Ludwigsburg auf. Absteiger war die SSG Langen, der TV Bühl zog sich zurück. Aufsteiger aus der Dritten Liga sind die Baden Volleys SSC Karlsruhe II. Die VolleyYoungStars Friedrichshafen und die VC Juniors Frankfurt starten mit einem Sonderspielrecht.

### Tabelle
Seit der Saison 2013/14 gilt für den Spielbetrieb des DVV eine neue Punkteregel: Für einen 3:0- oder einen 3:1-Sieg gibt es drei Punkte, für einen 3:2-Sieg zwei Punkte, für eine 2:3-Niederlage einen Punkt und für eine 1:3- oder 0:3-Niederlage keinen Punkt. Bei Punktgleichheit entscheidet zunächst die Anzahl der gewonnenen Spiele, dann der Satzquotient (Divisionsverfahren) und schließlich der Ballpunktquotient (Divisionsverfahren).
|                     | Verein                             | Anz. Spiele | Punkte | Gew. Spiele | Sätze | Bälle |
| ------------------- | ---------------------------------- | ----------- | ------ | ----------- | ----- | ----- |
| 1.                  | Blue Volleys Gotha (M)             |             |        |             |       |       |
| 2.                  | TuS Kriftel                        |             |        |             |       |       |
| 3.                  | VC Dresden                         |             |        |             |       |       |
| 4.                  | Volleyball Grafing                 |             |        |             |       |       |
| 5.                  | L.E. Volleys                       |             |        |             |       |       |
| 6.                  | TSV Mühldorf                       |             |        |             |       |       |
| 7.                  | TV Rottenburg                      |             |        |             |       |       |
| 8.                  | Ceratonia Volleys Eltmann          |             |        |             |       |       |
| 9.                  | SV Schwaig                         |             |        |             |       |       |
| 10.                 | TSV Mimmenhausen                   |             |        |             |       |       |
| 11.                 | VYS Friedrichshafen (S)            |             |        |             |       |       |
| 12.                 | VC Juniors Frankfurt (S)           |             |        |             |       |       |
| 13.                 | Baden Volleys SSC Karlsruhe II (N) |             |        |             |       |       |
| Stand: 18. Mai 2025 |                                    |             |        |             |       |       |

|     | Aufsteiger in die erste Bundesliga    |
|     | Absteiger in die 3. Liga bzw. Rückzug |
| (M) | Meister                               |
| (N) | Aufsteiger                            |
| (S) | Sonderspielrecht                      |